# David Cherkassky
David Yanovich Cherkassky (em russo:  Давид Янович Черкасский; 1931 - 30 de outubro de 2018) foi director de cinema e roteirista soviético e ucraniano. Ele fez vários filmes de animação para o Kievnauchfilm.

## Biografia
David Cherkassky nasceu em 1931 em Shpola, na RSS ucraniana. Cherkassky formou-se no Instituto de Engenharia de Construção de Kiev. Ele observou que os pais soviéticos previram que a União Soviética participaria numa grande guerra e, portanto, registaram os seus filhos mais tarde para atrasá-los para serem convocados para o exército. Cherkassky em entrevista reconheceu que nasceu em 1931. Durante a Segunda Guerra Mundial, ele e a sua mãe foram evacuados para uma aldeia perto da cidade russa de Chkalov (hoje Orenburg).
David Cherkassky era membro da equipa de ginástica ucraniana. Desde os 50 e até aos 80 anos, Cherkassky gostava de esqui alpino.
Após a morte de Stalin, Cherkassky descobriu que a sua origem familiar é uma pequena cidade de Shpola no centro da Ucrânia e que ele tem alguns familiares nos Estados Unidos. O seu pai foi director de tipografia após a revolução e mais tarde serviu como assistente do Comissário da Justiça do Povo.
Ele era casado com a animadora e directora de animação Natalya Marchenkova.